# Pfarrkirche Alland

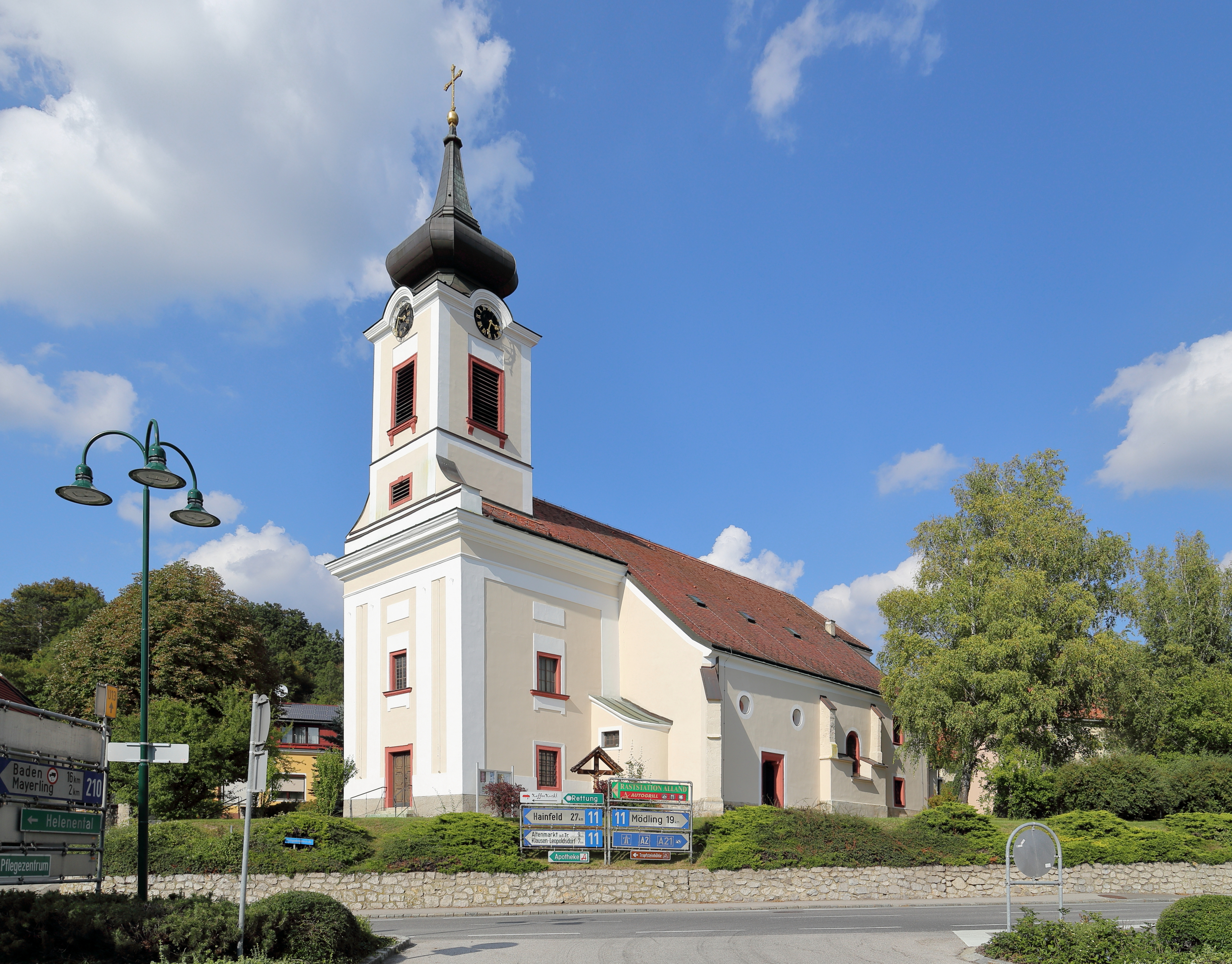
Katholische Pfarrkirche Hll. Georg und Margareta in Alland

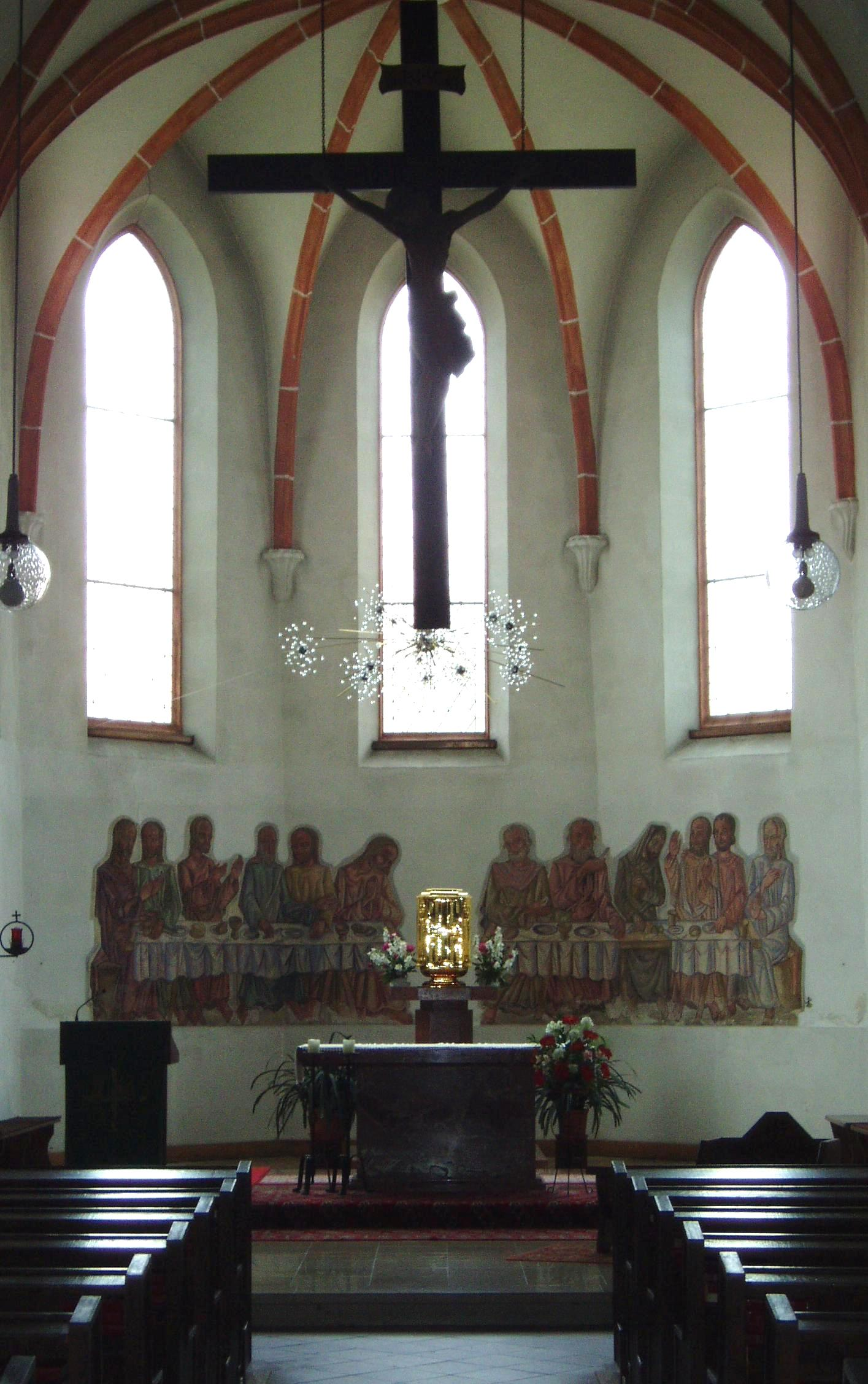
Vom Langhaus zum Chor

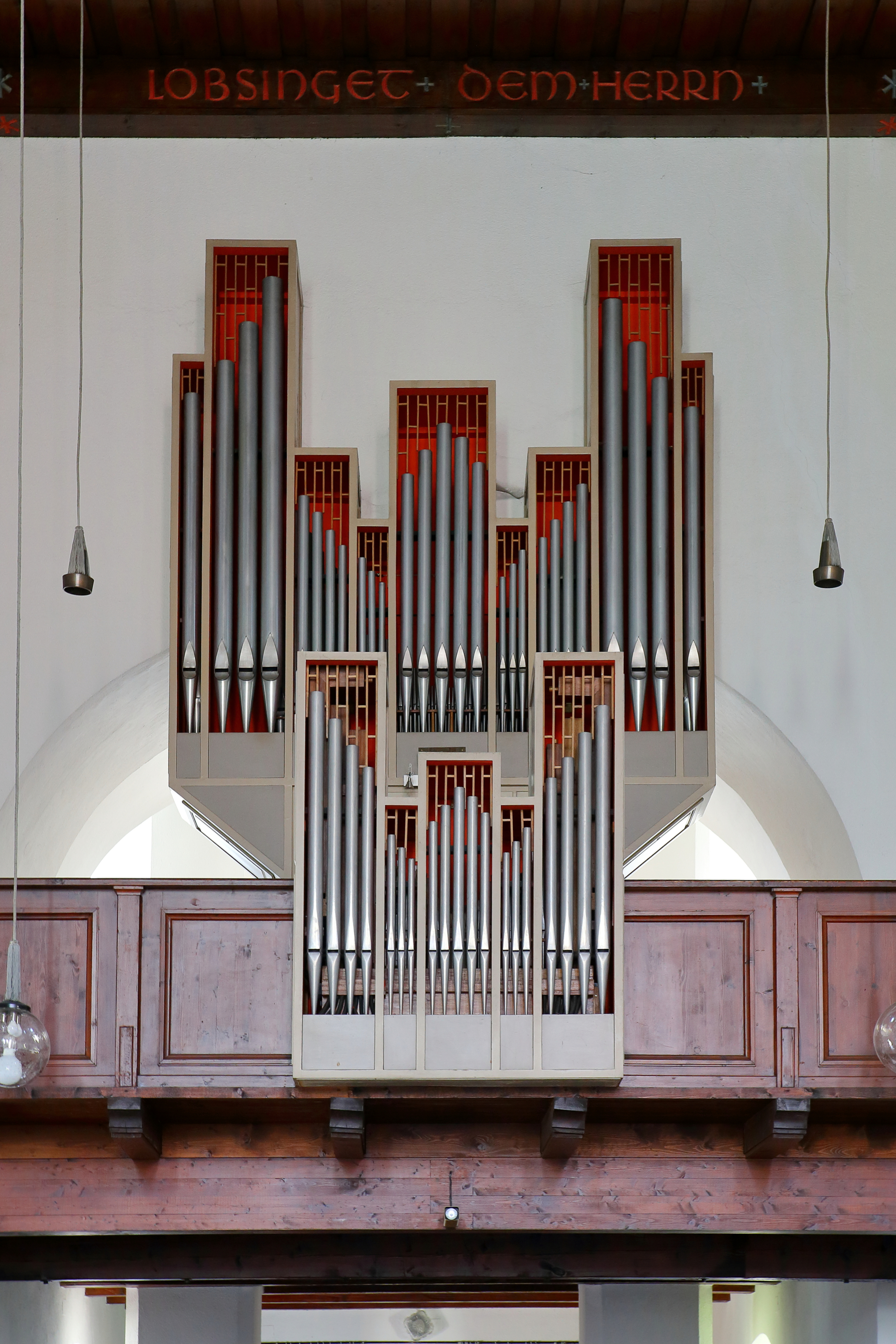
Orgelprospekt mit Rückpositiv

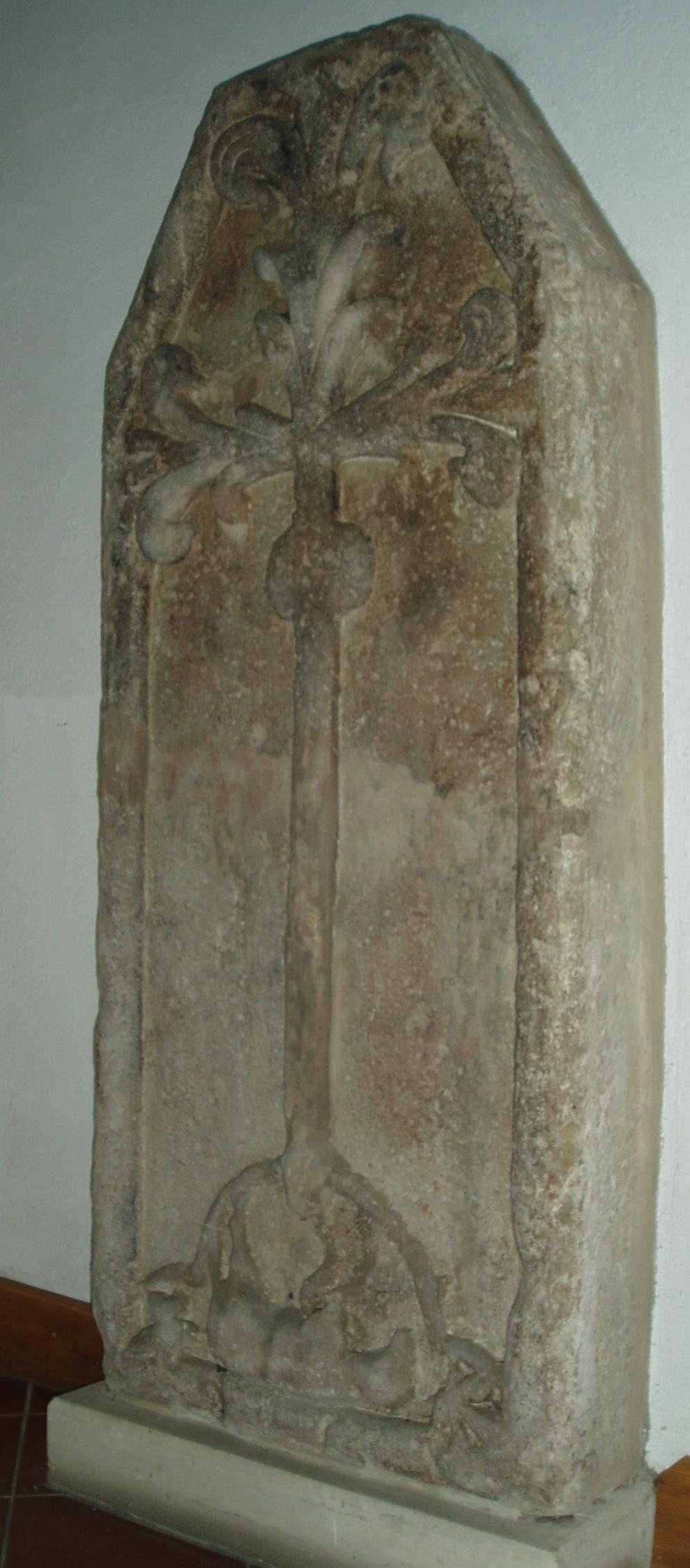
Romanische Grabplatte, Kreuzlilie mit liegendem Hund

Die Pfarrkirche Alland steht am östlichen Ortsrand in einem Zwickel zwischen Schwechat und Allander Bach (Gruberbach) in der Gemeinde Alland im Bezirk Baden in Niederösterreich. Die den Heiligen Georg und Margareta geweihte römisch-katholische Pfarrkirche – dem Stift Heiligenkreuz inkorporiert – gehört zum Dekanat Heiligenkreuz im Vikariat Unter dem Wienerwald der Erzdiözese Wien. Die Kirche und der ehemalige Friedhof stehen unter Denkmalschutz (Listeneintrag).

## Geschichte
1115 wurde eine Kirche urkundlich genannt. Die Kirche der Pfarre des Wienerwaldes ist vermutlich älter als das Stift Heiligenkreuz (1133). 1253 ging das Patronats- und Präsentationsrecht an das Stift Heiligenkreuz, die Kirche wurde 1380 dem Stift inkorporiert.
Ursprünglich wird eine Burgkirche mit einem Hocheinstieg zu einer hochmittelalterlichen Burg, erhöht am Felsen des Königsberges im Norden oberhalb der Pfarrkirche angenommen. Da sind wenige Reste eines mittelalterlichen Turmes aus dem Anfang des 12. Jahrhunderts erhalten. Die romanische Saalkirche wird um das zweite Viertel des 13. Jahrhunderts angenommen. Dem folgte der Bau eines frühgotischen Nordschiffs und eines Westturmes. Im 14. Jahrhundert wurde im Südosten eine Kapelle angebaut. Um 1380 erfolgten die Einwölbung des Nordschiffes und der Neubau des Chores. In der zweiten Hälfte des 15. Jahrhunderts wurde auch das Mittelschiff eingewölbt. Um 1500 erfolgte der Zubau des zweiten, südlichen Seitenschiffes mit dem Südportal. In den Türkenkriegen 1529 und 1683 wurde die Kirche beschädigt. Um 1800 erfolgte mit dem Baumeister Philipp Schlucker der Neubau der oberen Turmgeschoße ab der Traufhöhe des Mittelschiffes in Form eines zierlichen Turmaufsatzes, sowie die Barockisierung der Fassade. 1945 stürzten das zweijochige Mittelschiff und das Südschiff ein. Der Turm wurde beschädigt. Bis 1954 wurde er mit einem neuen Turmaufsatz in barocken Formen wieder errichtet. Das veränderte Langhausinnere als Pseudo-Basilika, das am Außenbau nicht erkennbar ist – mit einer Belichtung über Dachfenster – erfolgte nach Plänen des Architekten Josef Vytiska. 1983 fand eine Innenrestaurierung, 1985 eine Außenrestaurierung statt.

## Architektur
Die im Kern romanische Kirche wurde mit gotischen Seitenschiffen erweitert. Der barockisierte Außenbau wurde nach Zerstörungen (1945) in veränderter Form wieder aufgebaut.
Im Mittelschiff ist ein Fragment einer Wandmalerei aus dem zweiten Drittel des 14. Jahrhunderts: zwei Turmbläser vor einer Stadtansicht. Die modernen Wandmalereien: im Chor das Abendmahl, im Mittelschiff ein Kreuzweg, in der Taufkapelle eine Sgraffitodekoration, sowie Felder mit christlichen Symbolen schuf der Künstler Karl Steiner (1947/1948).

## Ausstattung
Die barocke Einrichtung wurde 1945 zerstört. Der heutige schlichte Volksaltar und der Tabernakel entstanden um 1947. Im Chor ist ein monumentales Hängekruzifix mit einem Korpus aus der zweiten Hälfte des 17. Jahrhunderts.
Im Südschiff ist ein Kruzifix mit einem Korpus aus dem 18. Jahrhundert und eine Statue der Madonna aus dem Ende des 18. Jahrhunderts.
Der polygonale Taufstein ist spätgotisch.
Die Orgel mit 16 Registern baute Gregor Hradetzky (1966).
Eine Glocke goss Friedrich Michael Schönfeld 1675.

## Grabdenkmäler
- Romanische Grabplatte, oben trapezförmig schließend, um das zweite Viertel des 13. Jahrhunderts, mit Relief, Kreuzstab mit lilienförmig sprossenden Kreuzarmen auf einem Kleeblatthügel, innerhalb des Hügels ein vierbeiniges auf dem Rücken liegendes Tier.
- Priestergrabplatte mit gotischer Minuskelinschrift, vermutlich zu Pfarrer Johannes Fürstenau, gestorben 1381, vermutlich Bauherr des gotischen Chores.
- Grabplatte mit Säulenrahmung, zu Anna Maria Seeleuthnerin 1745.
- Marmorplatte mit geschweiftem Gesims mit Reliefdarstellung der Auferstehung aus der zweiten Hälfte des 18. Jahrhunderts.